# Abel Masuero
Abel Masuero (Ramona, 6 april 1988) is een Argentijnse voetballer. Hij staat onder contract bij KRC Genk.

## Carrière

### Gimnasia LP
Masuero debuteerde in 2007 in het eerste elftal van Gimnasia LP. De centrale verdediger werd in 2009 voor één jaar uitgeleend aan reeksgenoot Ferro Carril Oeste, waar hij een vaste waarde was. De Argentijn keerde nadien terug naar Gimnasia.

### KRC Genk
Al die tijd werd Masuero gevolgd door scouts van KRC Genk. De club haalde hem op 30 augustus 2011, net voor het sluiten van de transferperiode, naar België. Hij tekende een contract voor vier seizoenen. In zijn eerste seizoen kwam hij echter slechts in 1 competitiewedstrijd en 1 Champions League-wedstrijd aan spelen toe. 

### San Lorenzo
In de zomer van 2012 verhuurde Genk hem voor één seizoen aan CA San Lorenzo de Almagro. Hij maakte zijn debuut tegen CA Belgrano.

## Spelerscarrière
| seizoen                       | club                        | land       | competitie         | wed. | goals |
| ----------------------------- | --------------------------- | ---------- | ------------------ | ---- | ----- |
| 2006/07                       | Gimnasia LP                 | Argentinië | Primera B Nacional | 8    | 0     |
| 2007/08                       | Gimnasia LP                 | Argentinië | Primera B Nacional | 8    | 0     |
| 2008/09                       | Gimnasia LP                 | Argentinië | Primera B Nacional | 5    | 0     |
| 2009/10                       | → Ferro Carril Oeste        | Argentinië | Primera B Nacional | 35   | 1     |
| 2010/11                       | Gimnasia LP                 | Argentinië | Primera B Nacional | 30   | 1     |
| 2011/12                       | KRC Genk                    | België     | Eerste klasse      | 1    | 0     |
| 2012/13                       | → CA San Lorenzo de Almagro | Argentinië | Primera División   | 12   | 0     |
|                               |                             |            | Totaal             | 99   | 2     |
| Laatst bijgewerkt: 30-09-2012 |                             |            |                    |      |       |